# Philipp von Gemmingen († 1544)
Philipp von Gemmingen († 1544 in Stuttgart) war Grund- und Schlossherr in Fürfeld. Gemeinsam mit seinen Brüdern Dietrich († 1526) und Wolf († 1555) war er bedeutend für die Reformation im Kraichgau. In der Kirche von Fürfeld, über die er das Patronatsrecht ausübte, sind die Anfänge der reformatorischen Predigt für das Jahr 1521 bezeugt. Für die Gedanken der Täufer hatte Philipp Verständnis und Sympathie.

## Leben

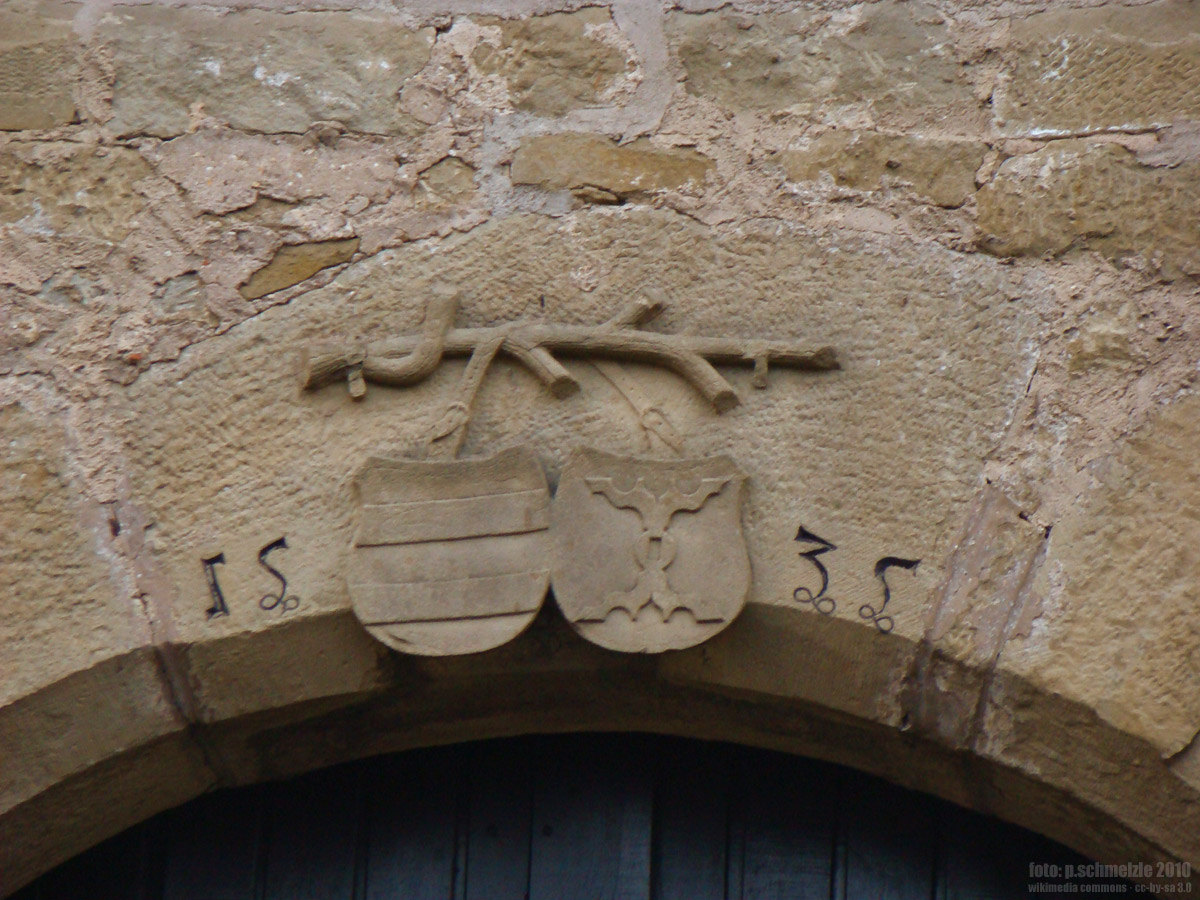
Allianzwappen Philipp von Gemmingen und Agnes Marschalkin von Ostheim von 1535 am Torbogen des Brückenhauses von Schloss Fürfeld

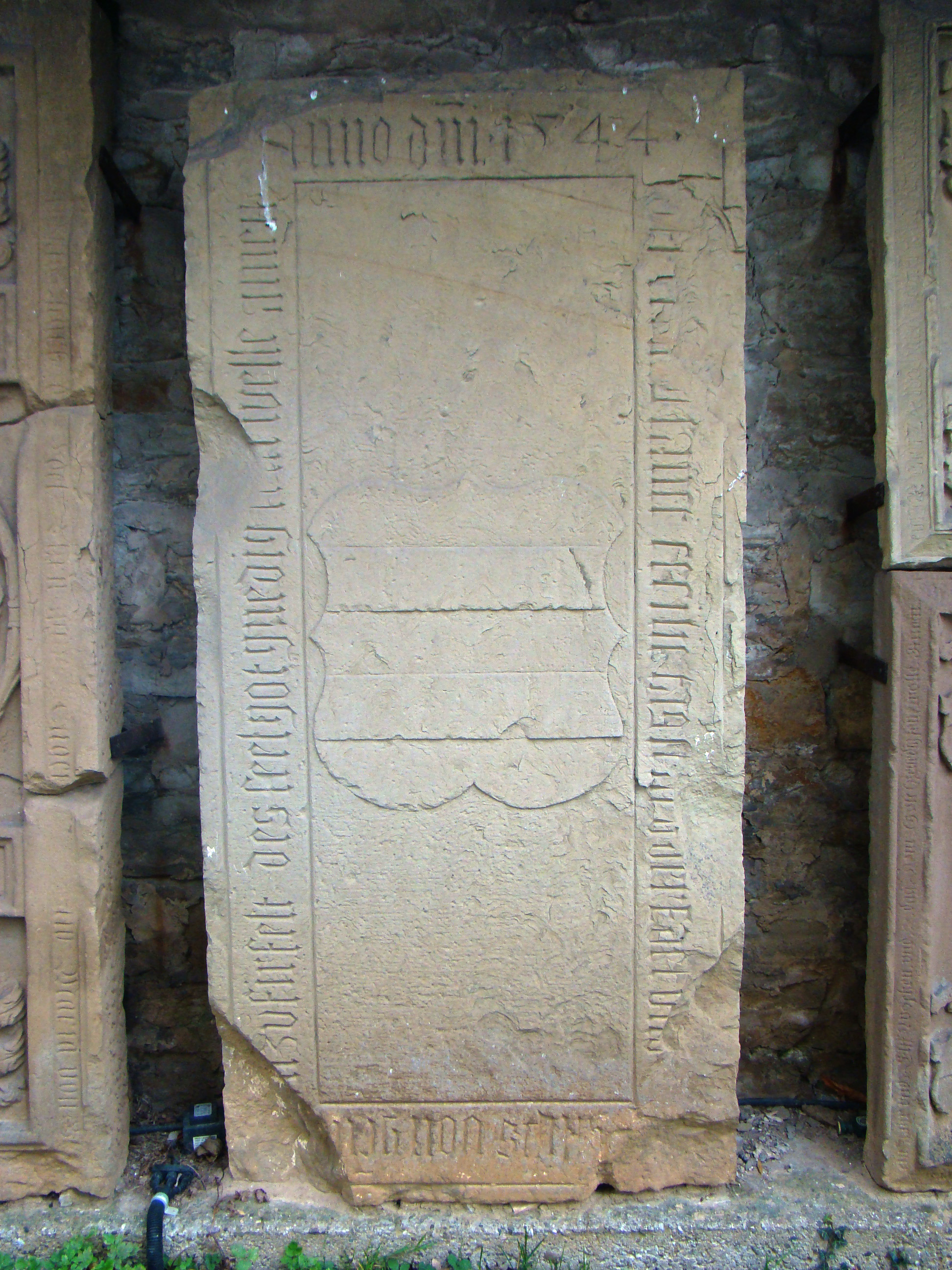
Grabplatte von Philipp von Gemmingen zu Fürfeld beim Unterschloss Gemmingen

Philipp von Gemmingen war ein Sohn des Pleikard von Gemmingen und der Anna Kämmerer von Worms genannt von Dalberg. Er und seine Brüder teilten 1518 das Erbe der Eltern. Philipp erhielt den Flecken Fürfeld mit allen Zugehörungen, außerdem die Dörfer Lehren und Steinsfeld mit Zugehörungen, Gefälle und Nutzungen in neun anderen Dörfern sowie den gemmingenschen Hof in Heilbronn und 400 Gulden Kapital. Der jährliche Ertrag aus seinem Erbteil betrug, wie bei seinen Brüdern, etwa 1300 Gulden.
1519 begann Philipp mit dem Bau des Fürfelder Schlosses; später erwarb er den vierten Teil des Gerichts und der Vogtei in Eschenau. 1521 berief er für die Fürfelder Kirche einen lutherischen Pfarrer. Philipp von Gemmingen heiratete 1523 Agnes Marschall von Ostheim. 1529 und 1530 suchten aus Heilbronn vertriebene Täufer in Fürfeld Rat und Hilfe. 1532 fanden in Fürfeld Gespräche zwischen den Kraichgauer Anhängern Luthers und Zwinglis statt. 1532 unterbrach Martin Bucer, aus Schweinfurt kommend, seine Reise in Fürfeld. 1536 reisten Bucer und die Prediger der oberdeutschen Städte über Fürfeld nach Wittenberg zu Verhandlungen im Abendmahlsstreit. 1540 begann Philipp mit dem Bau des Lehrensteinsfelder Schlosses. 1544 ist Philipp von Gemmingen in Stuttgart gestorben.
Er wurde in der Pfarrkirche in Gemmingen bestattet. Seine Grabplatte befindet sich heute an der Mauer des Gemminger Schlossgartens.
Der Besitz Philipps von Gemmingen fiel an Dietrich und Pleikard (1536–1594), die Söhne seines Bruders Wolf. Seine Witwe Agnes heiratete Philipp von Helmstatt (1496–1563), der ebenfalls reformatorisch gesinnt war.